# Quintus Martius Rex (i. e. 118)
Quintus Martius Rex az i. e. 118-as év consulja volt, az Ancus Martius által alapított, Martia Regii család tagja. Praetori méltóságot viselő apja építtette az Aqua Martia nevű vízvezetéket i. e. 144-ben. E vízvezeték sokáig híres volt hideg és tiszta vizéről.
Quintus Martius Rex a ligurok elleni hadjáratáról nevezetes, amit az Alpok lábánál vívott i. e. 119-ben. A következő évben e győzelem hatására consullá választották. Consuli évében vesztette el egyik fiát.
Testvére, Martia Regina Caius Iulius Caesarhoz ment feleségül, így az ő előkelő és régi származása nagyban hozzájárult a Iuliusok későbbi sikeréhez.
Unokája volt az i. e. 68. év consulja, Quintus Martius Rex, dédunokája Lucius Martius Philippus, az i. e. 56. év consulja.
| Elődei: Lucius Caecilius Metellus Dalmaticus és Lucius Aurelius Cotta | Consul i. e. 118 collega: Marcus Portius Cato | Utódai: Lucius Caecilius Metellus Diadematus és Quintus Mucius Scaevola Augur |

## Fordítás
- Ez a szócikk részben vagy egészben  a   Quintus Marcius Rex című angol Wikipédia-szócikk fordításán alapul.  Az eredeti cikk szerkesztőit annak laptörténete sorolja fel. Ez a jelzés csupán a megfogalmazás eredetét és a szerzői jogokat jelzi, nem szolgál a cikkben szereplő információk forrásmegjelöléseként.